# Fußball-Weltmeisterschaft 2022/Katar
Dieser Artikel behandelt die katarische Fußballnationalmannschaft bei der Fußball-Weltmeisterschaft 2022. Katar erhielt am 2. Dezember 2010 die Zusage für die Ausrichtung der WM-Endrunde und ist der erste Gastgeber, dessen Mannschaft sich zuvor nicht qualifizieren konnte. Bei der Endrunde ist Katar einziger Neuling. Neun Spieler im Kader sind nicht in Katar geboren, sondern wurden eingebürgert. Die Mannschaft schied als erster Gastgeber mit drei Niederlagen aus.

## Vorbereitung
Auf Einladung der UEFA spielte der WM-Gastgeber in der europäischen Qualifikation mit, um Wettkampfpraxis sammeln zu können. Dafür wurden die Katarer der Gruppe A mit Europameister Portugal, Serbien, Irland, Luxemburg und Aserbaidschan zugeteilt. Die Katarer spielten jeweils gegen die europäische Mannschaft, die ansonsten an dem Spieltag kein Spiel gehabt hätte. Die „Heimspiele“ der Katarer sollten in der Generali Arena in Wien ausgetragen werden, mussten aber aufgrund von Einreise-Beschränkungen infolge der COVID-19-Pandemie verlegt werden und fanden dann im Nagyerdei-Stadion im ungarischen Debrecen statt. Als Freundschaftsspiele gingen sie nicht in die Wertung der europäischen Mannschaften ein. Katar konnte nur die ersten beiden Spiele gegen Luxemburg (1:0) und Aserbaidschan (2:1) in Debrecen gewinnen. Zudem gelang in Debrecen ein Remis gegen Irland (1:1) und Remis in Luxemburg (1:1) und Aserbaidschan (2:2). Gegen Portugal (1:3 und 0:3) und Serbien (2× 0:4) wurden beide Spiele und das Spiel in Irland (0:4) ebenfalls verloren.
In den Spielen setzte Trainer Félix Sánchez 26 Spieler ein, von denen drei Spieler in allen zehn Spielen eingesetzt wurden: Innenverteidiger Tarek Salman, Stürmer Almoez Abdulla und der defensive Mittelfeldspieler Karim Boudiaf, der am 12. Oktober 2021 gegen Irland sein 100. Länderspiel bestritt. 16 Spieler kamen mindestens in der Hälfte der Spiele zum Einsatz. Beste Torschützen waren mit je zwei Toren Almoez Abdulla, Hassan al-Haydos und Mohammed Muntari.
Zwei Wochen nach dem letzten Spiel richtete Katar dann als Generalprobe für die WM den FIFA-Arabien-Pokal 2021 aus, der den zuvor als Generalprobe angesetzten FIFA-Konföderationen-Pokal ersetzte. An dem Turnier nahmen 16 Mannschaften aus Nordafrika und Südwestasien teil, von denen sich sieben Mannschaften qualifizieren mussten. Katar konnte die drei Gruppenspiele gegen Bahrain (1:0), den Irak (3:0) und den Oman (2:1) sowie das Viertelfinale gegen die Vereinigten Arabischen Emirate (5:0) gewinnen. Im Halbfinale wurde dann gegen den späteren Turniersieger Algerien mit 1:2 verloren. Das Spiel um Platz 3 gegen Ägypten endete nach 120 Minuten torlos und wurde im Elfmeterschießen mit 5:4 gewonnen. In den sechs Spielen wurden 23 Spieler eingesetzt, von denen nur Khalid Mazeed nicht bei den Spielen gegen die europäischen Mannschaften eingesetzt wurde. Er gab im dritten Gruppenspiel sein Debüt. Fünf Spieler wurden in allen sechs Spielen eingesetzt: Almoez Abdulla (mit 3 Toren bester Torschütze), Akram Afif, Abdulaziz Hatem, Rekordnationalspieler und Kapitän Hassan al-Haydos sowie Boualem Khoukhi.
Im WM-Jahr gab es folgende Spiele:
| Datum      | Ergebnis | Gegner     | Austragungsort        | Anlass             | Katarische Torschützen               |
| ---------- | -------- | ---------- | --------------------- | ------------------ | ------------------------------------ |
| 26.03.2022 | 2:1      | Bulgarien  | ar-Rayyan             | Freundschaftsspiel | Akram Afif (Elfm.), Boualem Khoukhi  |
| 29.03.2022 | 0:0      | Slowenien  | ar-Rayyan             | Freundschaftsspiel |                                      |
| 30.07.2022 | 0:0      | Lazio Rom  | Formello (ITA)        | Freundschaftsspiel |                                      |
| 20.08.2022 | 2:2      | Marokko A' | Wiener Neustadt (AUT) | Freundschaftsspiel | Ali Assadalla, Pedro Correia         |
| 23.08.2022 | 2:1      | Ghana A'   | Wiener Neustadt (AUT) | Freundschaftsspiel | Ahmed Alaa Eldin, Mosaab Khoder      |
| 26.08.2022 | 1:1      | Jamaika    | Wiener Neustadt (AUT) | Freundschaftsspiel | Khalid Muneer Mazeed                 |
| 23.09.2022 | 0:2      | Kanada     | Wien (AUT)            | Freundschaftsspiel |                                      |
| 27.09.2022 | 2:2      | Chile      | Wien (AUT)            | Freundschaftsspiel | Akram Afif, Hassan al-Haydos         |
| 13.10.2022 | 2:1      | Nicaragua  | Marbella (ESP)        | Freundschaftsspiel | Akram Afif (Elfm.), Mohammed Muntari |
| 23.10.2022 | 2:0      | Guatemala  | Málaga (ESP)          | Freundschaftsspiel | Hassan al-Haydos (2× Elfm.)          |
| 27.10.2022 | 1:0      | Honduras   | Marbella (ESP)        | Freundschaftsspiel | Almoez Abdulla                       |
| 05.11.2022 | 2:1      | Panama     | Marbella (ESP)        | Freundschaftsspiel | Almoez Abdulla, Karim Boudiaf        |
| 09.11.2022 | 1:0      | Albanien   | Marbella (ESP)        | Freundschaftsspiel | Almoez Abdulla                       |

Anmerkung: Kursiv gesetzte Mannschaften sind nicht für die WM-Endrunde qualifiziert.

## Kader
| Position    | Nr. 1            | Name              | Verein                 | Geburts- datum 2 | Einsätze 3 | Tore 3 | Debüt | Letzter Einsatz | Anzahl der Spiele | Tor | Gelbe Karte | Gelb-Rote Karte | Rote Karte |
| ----------- | ---------------- | ----------------- | ---------------------- | ---------------- | ---------- | ------ | ----- | --------------- | ----------------- | --- | ----------- | --------------- | ---------- |
| Tor         | 1                | Saad al-Sheeb     | al-Sadd Sports Club    | 19.02.1990       | 083        | 0      | 2009  | 09.11.2022      | 1                 |     | 1           |                 |            |
| Tor         | 22               | Meshaal Barsham   | al-Sadd Sports Club    | 14.02.1998       | 020        | 0      | 2020  | 27.09.2022      | 2                 |     |             |                 |            |
| Tor         | 21               | Yousef Hassan     | al-Gharafa Sports Club | 24.05.1996       | 007        | 0      | 2018  | 06.12.2021      |                   |     |             |                 |            |
| Abwehr      | 3                | Abdelkarim Hassan | al-Sadd Sports Club    | 28.08.1993       | 126        | 15     | 2010  | 09.11.2022      | 3                 |     |             |                 |            |
| Abwehr      | 16               | Boualem Khoukhi   | al-Sadd Sports Club    | 07.09.1990       | 100        | 20     | 2013  | 27.09.2022      | 3                 |     |             |                 |            |
| Abwehr      | 2                | Pedro Miguel      | al-Sadd Sports Club    | 06.08.1990       | 084        | 02     | 2016  | 09.11.2022      | 3                 |     |             |                 |            |
| Abwehr      | 17               | Ismail Mohamad    | al-Duhail SC           | 05.04.1990       | 070        | 04     | 2013  | 09.11.2022      | 2                 |     | 1           |                 |            |
| Abwehr      | 15               | Bassam al-Rawi    | al-Duhail SC           | 16.12.1997       | 057        | 02     | 2017  | 09.11.2022      | 1                 |     |             |                 |            |
| Abwehr      | 5                | Tarek Salman      | al-Sadd Sports Club    | 05.12.1997       | 058        | 0      | 2017  | 09.11.2022      | 1                 |     |             |                 |            |
| Abwehr      | 13               | Musab Kheder      | al-Sadd Sports Club    | 26.09.1993       | 030        | 0      | 2017  | 09.11.2022      | 1                 |     |             |                 |            |
| Abwehr      | 14               | Homam Ahmed       | al-Gharafa Sports Club | 25.08.1999       | 029        | 02     | 2019  | 09.11.2022      | 3                 |     | 1           |                 |            |
| Abwehr      | 25               | Jassem Gaber      | Al-Arabi               | 20.02.2002       | 000        | 0      |       |                 |                   |     |             |                 |            |
| Mittelfeld  | 12               | Karim Boudiaf     | al-Duhail SC           | 16.09.1990       | 111        | 07     | 2013  | 09.11.2022      | 3                 |     | 1           |                 |            |
| Mittelfeld  | 6                | Abdulaziz Hatem   | al-Rayyan SC           | 28.10.1990       | 103        | 11     | 2009  | 09.11.2022      | 3                 |     |             |                 |            |
| Mittelfeld  | 8                | Ali Assadalla     | al-Sadd Sports Club    | 19.01.1993       | 060        | 012    | 2012  | 09.11.2022      | 1                 |     |             |                 |            |
| Mittelfeld  | 23               | Assim Madibo      | al-Duhail SC           | 22.10.1996       | 044        | 0      | 2017  | 09.11.2022      | 2                 |     | 1           |                 |            |
| Mittelfeld  | 20               | Salem al-Hajri    | al-Sadd Sports Club    | 10.04.1996       | 022        | 0      | 2017  | 29.03.2022      |                   |     |             |                 |            |
| Mittelfeld  | 4                | Mohammed Waad     | al-Sadd Sports Club    | 18.09.1999       | 021        | 0      | 2020  | 09.11.2022      | 2                 |     |             |                 |            |
| Mittelfeld  | 26               | Mostafa Meshaal   | al-Sadd Sports Club    | 28.03.2001       | 001        | 0      | 2022  | 26.08.2022      |                   |     |             |                 |            |
| Sturm       | 10               | Hassan al-Haydos  | al-Sadd Sports Club    | 11.12.1990       | 165        | 35     | 2008  | 27.09.2022      | 3                 |     |             |                 |            |
| Sturm       | 11               | Akram Afif        | al-Sadd Sports Club    | 18.11.1996       | 089        | 26     | 2015  | 09.11.2022      | 3                 |     | 1           |                 |            |
| Sturm       | 19               | Almoez Ali        | al-Duhail SC           | 19.08.1996       | 088        | 39     | 2016  | 09.11.2022      | 3                 |     | 1           |                 |            |
| Sturm       | 7                | Ahmed Alaaeldin   | al-Gharafa Sports Club | 31.01.1993       | 051        | 03     | 2013  | 09.11.2022      | 1                 |     |             |                 |            |
| Sturm       | 9                | Mohammed Muntari  | al-Duhail SC           | 20.12.1993       | 049        | 12     | 2014  | 09.11.2022      | 3                 | 1   |             |                 |            |
| Sturm       | 18               | Khalid Muneer     | al-Wakrah SC           | 24.02.1998       | 002        | 0      | 2021  | 26.08.2022      |                   |     |             |                 |            |
| Sturm       | 24               | Naif al-Hadhrami  | al-Rayyan SC           | 18.07.2001       | 001        | 0      | 2022  | 29.03.2022      |                   |     |             |                 |            |
| Trainerstab | Trainer          | Félix Sánchez     |                        | 13.12.1975       |            |        | 2017  |                 |                   |     |             |                 |            |
| Trainerstab | Assistenztrainer | Francesc Sánchez  |                        |                  |            |        |       |                 |                   |     |             |                 |            |
| Trainerstab | Assistenztrainer | Albert Fernandez  |                        |                  |            |        |       |                 |                   |     |             |                 |            |
| Trainerstab | Torwarttrainer   | Julius Büscher    |                        | 30.11.1980       |            |        |       |                 |                   |     |             |                 |            |

## Endrunde

### Gruppenauslosung
Für die Auslosung der Qualifikationsgruppen am 1. April war Katar Topf 1 zugeordnet und konnte daher nicht Rekordweltmeister Brasilien oder Titelverteidiger Frankreich, aber Deutschland zugelost werden. Katar trifft als Gruppenkopf der Gruppe A im offiziellen Eröffnungsspiel auf Ecuador sowie die Niederlande und den Senegal. Gegen Ecuador gab es bisher drei Freundschaftsspiele mit je einem Sieg, Remis und einer Niederlage. Gegen die beiden anderen Mannschaften wurde noch nicht gespielt.

### Spiele der Gruppenphase / Gruppe A
Erstmals in der WM-Historie hat mit Katar ein Gastgeber das Eröffnungsspiel verloren. Dass ein Gastgeber das Eröffnungsspiel bestreitet wurde mit der Fußball-Weltmeisterschaft 2006 eingeführt. In den Fußballweltmeisterschaften davor eröffneten die vorherigen Weltmeister die Turniere. 
| Pl. | Land        | Sp. | S | U | N | Tore    | Diff. | Punkte |
| --- | ----------- | --- | - | - | - | ------- | ----- | ------ |
| 1.  | Niederlande | 3   | 2 | 1 | 0 | 005:100 | +4    | 07     |
| 2.  | Senegal     | 3   | 2 | 0 | 1 | 005:400 | +1    | 06     |
| 3.  | Ecuador     | 3   | 1 | 1 | 1 | 004:300 | +1    | 04     |
| 4.  | Katar       | 3   | 0 | 0 | 3 | 001:700 | −6    | 0      |

| Mo., 21. November 2022 um 19:00 Uhr (17:00 Uhr MEZ) in al-Chaur (al-Bayt-Stadion) |   |         |           |                        |
| Katar                                                                             | – | Ecuador | 0:2 (0:2) |                        |
| Fr., 25. November 2022 um 16:00 Uhr (14:00 Uhr MEZ) in Doha (al-Thumama-Stadion)  |   |         |           |                        |
| Katar                                                                             | – | Senegal | 1:3 (0:1) | Mohammed Muntari (78.) |
| Di., 29. November 2022 um 18:00 Uhr (16:00 Uhr MEZ) in al-Chaur (al-Bayt-Stadion) |   |         |           |                        |
| Niederlande                                                                       | – | Katar   | 2:0 (1:0) |                        |